# Volodia Teitelboim
Volodia Valentín Teitelboim Volosky (17 mars 1916, Chillán - 31 janvier 2008, Santiago) est un avocat, homme politique et auteur chilien.

## Biographie
Volodia Teitelboim est né à Chillán dans une famille d'immigrants juifs, de l'ukrainien Moises Teitelboim et de la moldave Sara Volosky ; il s'intéresse très tôt à la littérature. Après être sorti de l'école, où il s'enrôle dans les Jeunesses communistes, il entre à la faculté de droit de l'Université du Chili, où il est diplômé et où il présente sa thèse de doctorat El amanecer del capitalismo. La conquista de América (l'Aube du capitalisme - la Conquête de l'Amérique).
Pendant les années 1940, Teitelboim est frappé comme tous les militants du Parti communiste chilien de persécution et contraint d'exil, pendant l'époque de la Ley maldita. Il est arrêté et détenu à Pisagua. En 1965, il est élu sénateur de Santiago et le reste jusqu'au coup d'État du 11 septembre 1973. Sous la dictature de Pinochet, il vit exilé à Moscou en URSS où il rédige son programme. De retour au Chili, il est élu en 1989 président du Parti communiste chilien. Il le reste jusqu'en 1994.
Teitelboim est marié avec Rachel Weitzmann, avec laquelle il a un fils, Claudio Teitelboim. Cependant en 2005, il est découvert que le vrai père de Claudio est en réalité l'avocat Álvaro Bunster.
L'œuvre littéraire de Teitelboim, pour laquelle il est récompensé du Prix national de Littérature en 2002 et d'un prix de littérature[Lequel ?] de 1931, est principalement fait de mémoires, de biographies et d'essais littéraires. Son premier livre Antologia de poesia chilena (Anthologie de la poésie chilienne) fut publié en collaboration avec Eduardo Anguita en 1932 et compile les grands poètes du Chili. Il dira plus tard à ce sujet qu'il fit une erreur en omettant Gabriela Mistral et en exagérant la querelle entre Vicente Huidobro, Pablo de Rokha et Pablo Neruda. Son ensemble de mémoires, Un muchacho del siglo XX (Un garçon du XXe siècle, 1997), La gran guerra de Chile y otra que nunca existio (la Grande guerre du Chili et une autre qui n'a pas existé, 2000) et Noches de radio (Nuits de radio, 2001), présentent une perspective politique et sociale de ce qu'a été la grande agitation dans l'histoire du Chili du XXe siècle. Mais sa plume est la meilleure en tant que biographe, écrivant sur Jorge Luis Borges, Vincente Huidobro, et une critique élogieuse de Pablo Neruda et Gabriela Mistral.

## Liste de ses œuvres
- Antología de poesía chilena - 1935
- El amanecer del capitalismo. La conquista de América - 1943
- Hijo del salitre - 1952
- La semilla en la arena. Pisagua - 1957
- Hombre y hombre - 1969
- El oficio ciudadano - 1973
- El pan de las estrellas - 1973
- La lucha continúa, pólvora del exilio - 1976
- Narradores chilenos del exilio - 1978
- Neruda - 1984
- La palabra y la sangre - 1986
- El corazón escrito - 1986
- En el país prohibido - 1988
- Gabriela Mistral, pública y secreta - 1991
- Huidobro, la marcha infinita - 1993
- Los dos Borges - 1996
- Un muchacho del siglo XX - 1997
- Notas de un concierto europeo - 1997
- Voy a vivirme - 1998
- La gran guerra de Chile y otra que nunca existió - 2000
- Noches de radio - 2001
- Ulises llega en locomotora - 2002